# Пурген
„Пурген“ е пънк рок група, основана в Москва, Русия през 1989 г. Първоначално се казва „Ленин Самотик“ (на руски: „Ленин Самотык“ – „Ленин Вибратор“ (Владимир Ленин)).

## Състав
- Руслан (Пурген) Гвоздев – вокали
- Платон – бас
- Диоген – китара
- Анатолий – барабани

## Дискография
- Все государства – концлагеря (Всички държави са концлагери), 1992
- Трансплантация мировоззрения (Трансплантация на светогледа), 1993
- Радиационная активность из мусорного бака, (1995
- Философия урбанистического безвремения, 1997
- Токсидермисты городского безумия, 1999
- Destroy For Creation (Разруши за сътворение), 2003
- Протест деталей механизма, 2004
- Реинкарнация (Превъплъщение), 2005
- Трансформация идеалов, 2007
- Бог рабов (Бог на роби), 2010